# Qikiqtarjuaq
Qikiqtarjuaq es una aldea canadiense situada en el territorio de Nunavut.

## Superficie
Qikiqtarjuaq tiene una superficie de 130,8 km².

## Demografía
En 2021, tenía 593 habitantes, una densidad poblacional de 4,5 hab./km², y 193 viviendas.